# Joseph Kiener
 Joseph Kiener  (* 21. Juli 1856 in Schwarzenfeld in der Oberpfalz; † 7. Februar 1918 in Eichstätt) war ein deutscher Kunstlehrer und Buchillustrator.

## Leben
Kiener wurde als Sohn des gräflich-Holsteinschen Guts- und Rentenverwalters Ferdinand Kiener (1798–1876) und seiner Frau Amalia geb. Landsmann (1831–1873) geboren. An der Präparandenschule in Regensburg und ab 1875 am Lehrerseminar in Eichstätt ließ er sich zum Lehrer ausbilden. Zunächst war er Hilfslehrer in Pemfling, dann in Waldmünchen. Ab Herbst 1884 besuchte der 28-jährige die Kunstgewerbeschule und das Polytechnikum in München, wo ihn die damals sehr bekannte Münchner Jugendschriftstellerin Emmy Giehrl unterstützte. Er wurde Illustrator ihrer weitverbreiteten, bei Ludwig Auer in Donauwörth verlegten Kinderbücher. Ferner illustrierte er einige Bücher der Jugendschriftstellerin Angelika Harten.
1882 bestand Kiener die Prüfung als Lehrer für Zeichnen. Da er zunächst keine Anstellung erhielt, siedelte er nach Donauwörth über und widmete sich – in freundschaftlicher Verbundenheit mit der Verlegerfamilie Auer – als freier Künstler ganz dem graphischen Schaffen. 1889 wurde er Lehrer für Zeichnen und Modellieren am Königlichen Gymnasium und an der Lehrerbildungsanstalt Eichstätt. 1900 wurde er Gymnasiallehrer, 1907 erhielt er den Titel, später auch Rang und Gehalt eines Königlichen Gymnasialprofessors. 1908 ging er in den Ruhestand, übernahm aber im Ersten Weltkrieg noch einmal Lehrverpflichtungen.
Er war seit 1889 verheiratet mit Thekla Süßmayer († 1918); aus der Ehe ging als einziges Kind 1891 der Sohn Hans hervor.

## Werk

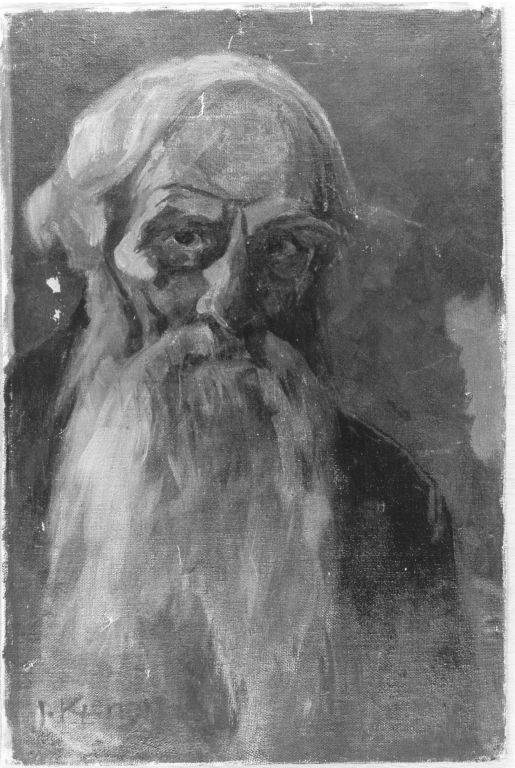
Joseph Kiener: Bildnis eines alten, bärtigen Mannes

Zunächst die religiöse Historienmalerei anstrebend, kam er aufgrund seiner Lebensumstände dazu, sich mit Illustrationen für Jugendbücher zu beschäftigen und zu einem „Kinderdarsteller“ von Jugendschriften des Auer-Verlages in Donauwörth, des J. P. Bachem Verlages in Köln und des Benziger-Verlages in Einsiedeln zu werden. Daneben schuf er Zeichnungen von kunstgeschichtlichen Denkmälern und archäologischen Funden, die in diversen Büchern und Zeitschriften gedruckt wurden. Gelegentlich machte er kunstgewerbliche Entwürfe für Kopfleisten von Zeitschriften, für Glückwunschadressen, Ehren-Urkunden, Glasfenster, Fahnen u. a. m. Sein einziges größeres Gemälde ist ein Altargemälde des Hl. Andreas für die Pfarrkirche in Adelschlag von 1893. Ein Pastell-Selbstportrait stammt von 1912.

## Ausstellungen
- Mitwirkung in den Sammelausstellungen 1913 und 1917 der Vereinigung Eichstätter Kunstfreunde
- 1918 „Kienerausstellung“ (155 Katalog-Nummern: Ölgemälde, Aquarelle und Pastelle, Zeichnungen, Radierungen) in der ehem. fürstbischöflichen Sommerresidenz Eichstätt

## Gedruckte Zeichnungen
- Emmy Giehrl: Von allerhand Buben und Mädeln. Mit Bildern von Joseph Kiener. Ausgewählt von Anna Nideck. (= Jugendbücher. Bd. 9), Ludwig Auer Verlag, Donauwörth 1922.
- Emmy Giehrl: In Sonne und Regen. Ausgewählt von Anna Nideck. L. Auer, Donauwörth um 1920. OKrt, Ill. von Joseph Kiener, WaTi (Jugendbücher. Bd. 10)
- Emmy Giehrl: Des Kindes fröhliches Jahr. Bilder und Verse Ausgewählt von Anna Nideck. (= Jugendbücher. Bd. 1), L. Auer, Donauwörth 1921.
- Emmy Giehrl: Meinen lieben Kleinen! Ein Bilderbuch von der Tante Emmy.  L. Auer, Donauwörth, o. J. (Nachdruck der 1. Ausgabe von 1897: 1997, ISBN 3-403-02314-1)
- Emmy Giehrl: Blumengeschichten und andere Erzählungen von Emmy Giehrl. Mit Bildern von Joseph Kiener. Ausgewählt von Anna Niedeck. Verlag der Buchhandlung Ludwig Auer, um 1900.
- Eichstätts Kunst, geschildert von F. X. Herbst, F. Mader, S. Mutzl, J. Schlecht, F. X. Thurnhofer. Mit Titelblatt von Fr. Geiges, Zeichnungen von J. Kiener, Verlag der Gesellschaft für christliche Kunst, München 1901.
- Angelika Harten: Zur Sonnwendenzeit. Neue Märchen. J. P. Bachem, Köln um 1917
- Angelika Harten: Am Wichtelborn. Neue Märchen. J. P. Bachem, Köln um 1899